# Tecnologie emergenti
Le tecnologie emergenti, nella storia della tecnologia, rappresentano gli avanzamenti e le innovazioni nei vari campi della tecnologia. Diverse tecnologie sono emerse nella convergenza tecnologica di diversi sistemi in evoluzione con obiettivi simili. La convergenza può fare riferimento a tecnologie precedentemente separate, come quelle relative alla comunicazione via voce (ad esempio le funzionalità di telefonia), ai dati e ai video che ora condividono le risorse e interagiscono tra loro, creando nuovi livelli di efficienza.
Le tecnologie emergenti sono quelle innovazioni tecniche che rappresentano sviluppi progressivi all'interno di un campo di ricerca per il vantaggio competitivo; le tecnologie convergenti rappresentano quelle tecnologie relative a campi precedentemente distinti che si sono in qualche modo interconnesse per raggiungere obiettivi simili. Tuttavia, il parere sul grado di impatto, lo stato, e la redditività delle diverse tecnologie emergenti e convergenti può variare.

## Acronimi
Queste tecnologie sono tipicamente abbreviate dalla combinazione di lettere come NBIC (Nanotechnology, Biotechnology, Information technology, Cognitive science) che è attualmente l'acronimo più popolare per indicare le tecnologie emergenti e convergenti. L'acronimo fu introdotto con la pubblicazione di Converging Technologies for Improving Human Performance, una relazione in parte sponsorizzata dal National Science Foundation statunitense.
Varie altre sigle sono state create per lo stesso concetto, come GNR (Genetics, Nanotechnology e Robotics). Il giornalista Joel Garreau in Radical Evolution: The Promise and Peril of Enhancing Our Minds, Our Bodies — and What It Means to Be Human usa "GRIN", che sta per Genetic, Robotic, Information, e Nano processes, mentre il giornalista scientifico Douglas Mulhall  in Our Molecular Future: How Nanotechnology, Robotics, Genetics and Artificial Intelligence Will Transform Our World usa "GRAIN" che sta per Genetics, Robotics, Artificial Intelligence, e Nanotechnology. Un altro acronimo coniato dall'ETC Group è "BANG" che sta per "Bit, Atoms, Neuron, Gene".

## Storia
Da secoli, metodi innovativi e nuove tecnologie vengono sviluppate e messe a punto. Alcune di queste tecnologie sono realizzate grazie alla ricerca teorica oltre che alla ricerca e allo sviluppo da parte dell'industria.
Lo sviluppo tecnologico include sviluppi incrementali e tecnologie dirompenti. Un esempio di sviluppo incrementale è stato la graduale diffusione del DVD come evoluzione dalla precedente tecnologia ottica: il Compact disc. All'opposto, le tecnologie dirompenti sono quelle in cui una nuova modalità rimpiazza la precedente tecnologia e la rende superflua, come per esempio la sostituzione dei carri trainati da cavalli con l'automobile.
Le tecnologie emergenti denotano in generale significativi sviluppi tecnologici che affrontando nuove problematiche in un determinato campo. Esempi correnti di tecnologie emergenti includono l'informatica, nanotecnologia, biotecnologia, scienza cognitiva, robotica e l'intelligenza artificiale.

## Dibattito sulle tecnologie emergenti
Molti scrittori, incluso l'informatico Bill Joy, hanno identificato insiemi di tecnologie che possono essere considerate critiche per il futuro dell'umanità. Joy avvisa che le tecnologie possono essere usate dall'élite a fini di bene o di male. Essa può decidere di usarle a fini benefici per l'umanità intera, o decidere che la massa è inutile e agire per una estinzione di massa delle persone rese non necessarie dalla tecnologia. I sostenitori dei benefici dei cambiamenti tecnologici tipicamente vedono le tecnologie emergenti e convergenti come un'opportunità per un miglioramento delle condizioni umane. I critici vedono i rischi dei cambiamenti tecnologici e anche alcuni sostenitori come il transumanista filosofo Nick Bostrom, avvertono che alcune di queste tecnologie potrebbero costituire un pericolo o addirittura contribuire alla estinzione della stessa razza umana; ad esempio, alcune di esse potrebbero provocare la fine del mondo. 
Ulteriori dibattiti sull'etica si concentrano sul problema della distribuzione, dell'allocazione e dell'accesso a queste nuove forme di tecnologia. Alcuni pensatori, come l'etico ambientalista Bill McKibben, si oppongono al continuo sviluppo delle tecnologie in parte per il timore che i loro benefici potrebbero essere distribuiti in maniera diseguale e peggiorare la disuguaglianza economica. All'opposto, l'inventore Ray Kurzweil è tra i tecno-utopisti secondo i quali le tecnologie emergenti e convergenti possono eliminare la povertà e le sofferenze.
Alcuni analisti come Martin Ford, autore di The Lights in the Tunnel: Automation, Accelerating Technology and the Economy of the Future, argomentano che, con l'avanzamento della tecnologia informatica, robot e altre forme di automazione porteranno in futuro una elevata disoccupazione perché le macchine e i software inizieranno ad eguagliare o a superare le capacità dei lavoratori nell'eseguire la maggior parte dei lavori di routine.
Quando la robotica e l'intelligenza artificiale si svilupperanno maggiormente, anche molti dei lavori qualificati potrebbero scomparire. Tecnologie come le macchine in grado di apprendere , possono infine rendere i computer in grado di fare molti lavori basati sulla conoscenza che richiedono un elevato livello di apprendimento. Questo potrebbe portare ad un basso livello occupazionale a tutti i livelli di qualifica, a salari stagnanti o in diminuzione, e all'incremento della concentrazione della ricchezza nelle mani di coloro che sono in grado di possedere una parte sempre maggiore dell'economia. Questo a sua volta potrebbe portare ad una depressione dei consumi e della crescita economica a causa di una mancanza, da parte del popolazione, di sufficienti disponibilità economica per acquistare nuovi prodotti e servizi tecnologici.